# Bianco (araldica)
In araldica il colore bianco è molto raro, in quanto nell'uso corrente è sostituito dall'argento, particolarmente quando tale smalto denota la mancanza di figure, come accade spesso nell'araldica militare italiana.
In qualche caso, però, il bianco è presente come tale, soprattutto come smalto caratteristico di agnelli, cavalli o cigni.
Storicamente il bianco fu il colore distintivo dei guelfi.